# Ministerio Federal de Educación e Investigación
El Ministerio Federal de Investigación, Tecnología y Espacio (en alemán: Bundesministerium für Forschung, Technologie und Raumfahrt, abreviado BMFTR) es un departamento ministerial de la República Federal de Alemania. Tiene su sede en Bonn, con una oficina en Berlín. El Ministerio financia proyectos e instituciones de investigación, regula la energía nuclear, y establece la política educativa general. También proporciona préstamos a los estudiantes en Alemania. Sin embargo, una gran parte de la política educativa en Alemania se decide a nivel estatal, lo que limita fuertemente la influencia del ministerio en materia educativa.

## Historia
El Ministerio Federal de Asuntos Atómicos fue establecido en 1955, y se concentraba en la investigación sobre el uso pacífico de la energía nuclear. El ministerio fue renombrado en 1962 como Ministerio Federal de Investigación Científica, con un alcance más amplio; pasando a llamarse Ministerio Federal de Educación y Ciencia, en 1969.
Un ministerio separado, el Ministerio Federal de Investigación y Tecnología, fue establecido en 1972. Los dos ministerios se fusionaron en 1994 para formar el Ministerio Federal de Educación, Ciencia, Investigación y Tecnología; este título fue acortado a Ministerio Federal de Educación e Investigación en 1998.

## Organización

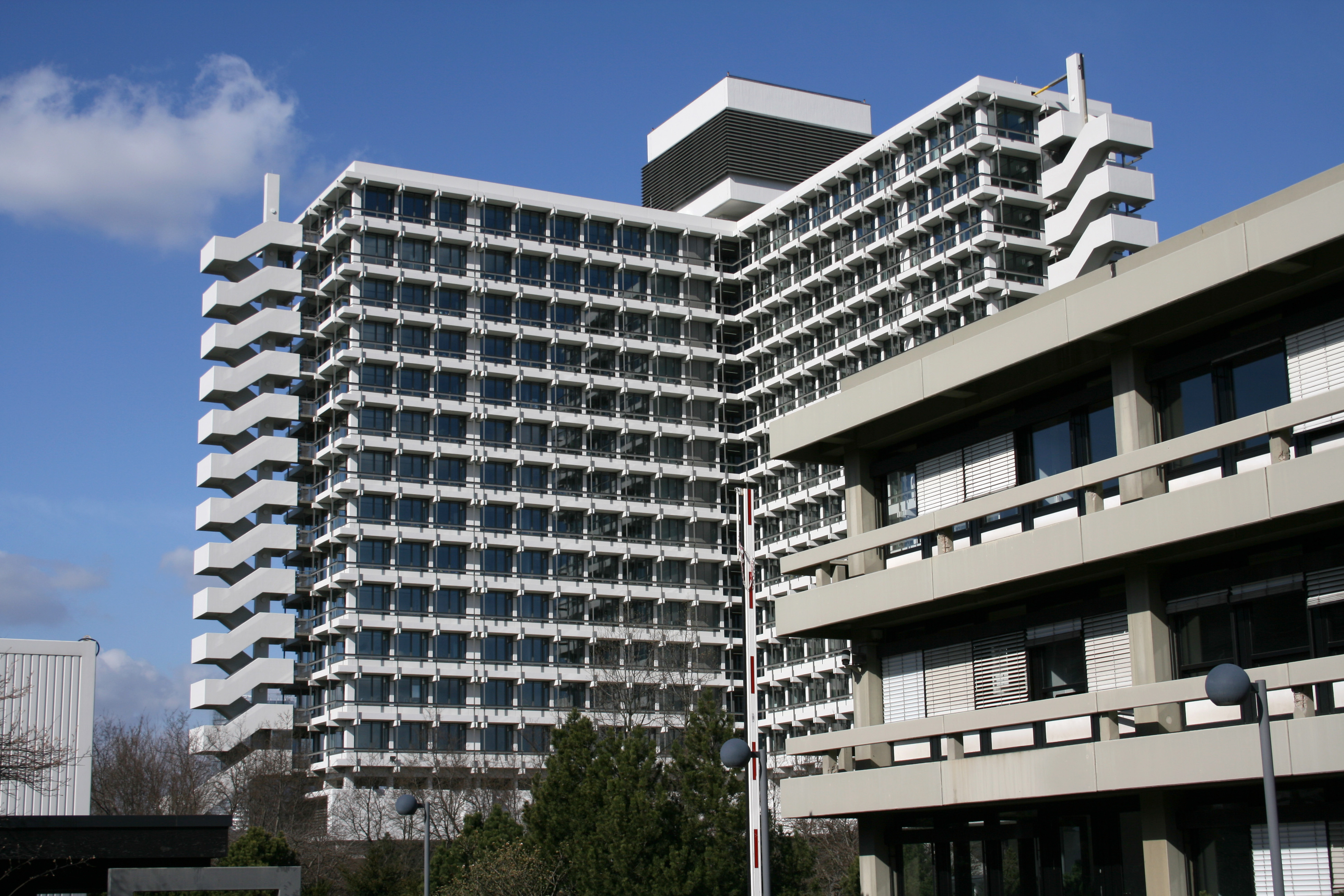
Sede del ministerio en Bonn

El BMBF actualmente cuenta con ocho departamentos. Estos son (además del departamento central):
- Oficina 1: Estrategias y cuestiones políticas[4]
- Oficina 2: la cooperación europea e internacional en materia de educación e investigación[4]
- Oficina 3: Formación Profesional y Aprendizaje Permanente[4]
- Oficina 4: Ciencia[4]
- Oficina 5: Tecnologías clave - Investigación para la Innovación[4]
- Oficina 6: Ciencias de la Vida - Investigación para la Salud[4]
- Oficina 7: Provisión para el Futuro - Investigación sobre Cultura, Ciencia Básica y Sostenibilidad[4]

Cada departamento consta de una o dos sub-divisiones y de 10 a 15 unidades. La mayor parte de las subdivisiones se encuentran en la oficina de Bonn. Emplean a cerca de 900 personas. Además, se incluyen dos secretarios parlamentarios y dos funcionarios conducen el personal.

## Lista de ministros
- Jürgen Rüttgers (CDU): 1994-1998
- Edelgard Bulmahn (SPD): 1998-2005
- Annette Schavan (CDU): 2005-2013
- Johanna Wanka (CDU): 2013-2018[5]
- Anja Karliczek (CDU): 2018-2021

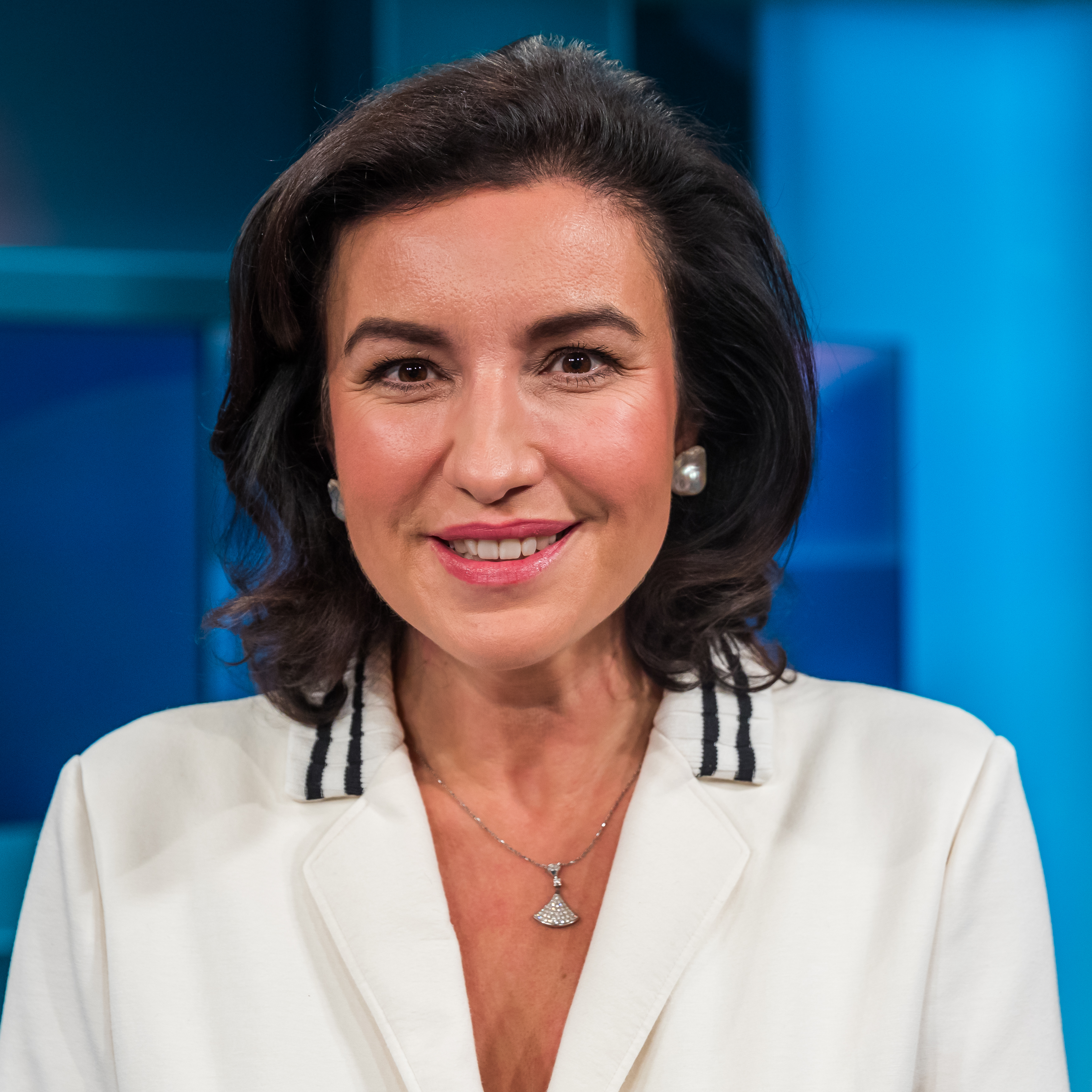
Dorothee Bär, actual ministra de Investigación

- Bettina Stark-Watzinger (FDP): 2021-2024
- Cem Özdemir (Alianza 90/Los Verdes): 2024-2025 (interino)
- Dorothee Bär (CSU): 2025-presente